# Jurij Czeban
Jurij Wołodymyrowycz Czeban (ukr. Ю́рій Володи́мирович Чеба́н; ur. 5 lipca 1986 w Odessie) – ukraiński kajakarz, mistrz olimpijski, mistrz świata.
Zdobywca brązowego medalu w igrzyskach olimpijskich w Pekinie w 2008 roku w kanadyjkach jedynkach na dystansie 500 m oraz złotego w Londynie na dystansie 200 m w kanadyjkach jedynkach.
Jest czterokrotnym medalistą mistrzostw świata, zdobywca złotego medalu w 2007 roku na dystansie 200 m.